# Brock Faber
Brock Faber (Maple Grove, Minnesota, 22 de agosto de 2002) es un jugador profesional estadounidense de hockey sobre hielo que se desempeña en la posición de defensor derecho en Minnesota Wild, equipo de la National Hockey League (NHL).

## Carrera
Fue seleccionado en la segunda ronda en la NHL Entry Draft de 2020. En 2022 hizo su debut profesional con el equipo Minnesota Wild, donde lleva jugando dos temporadas.